# Лужки (Кораблинский район)
Лужки́ — деревня в Незнановском сельском поселении Кораблинского района Рязанской области.

## География
Деревня находится в северной части Кораблинского района, в 12 км к северу от райцентра.
К юго-западу от деревни Лужки протекает река Проня.
Ближайшие населённые пункты:

— деревня Асники примыкает с севера

— деревня Слободка в 1,5 км к югу по асфальтированной дороге.

## История
Деревня Лужки (Новые Лужки) на Ряжском тракте образовалась в результате переселения жителей деревни Лужки (Старые Лужки), находившейся в районе речки (ныне залива) Ерзовки. Наименование этой деревни перенесено со старого поселения.

## Население
| 2010 |
| ---- |
| 58   |

## Урочище Старые Лужки
Примерно в 1,5 км восточнее нынешней деревни Лужки, некогда существовала одноимённая деревня.
Существует два предания образования деревни:        
- Поселение образовали две семьи Зотовых и Устиновых, выселенные барином Кутузовым из села Никитино. Позже к ним подселились новые жители.
- Стоял здесь некогда постоялый двор, хозяйкой которого была женщина-разбойница. Много людей заезжало сюда отдохнуть, но выезжать отсюда обратно никто не выезжал.

Возникновение деревни, вероятно, относится к XV–XVI векам, когда сооружалась Ряжская засечная черта.
В платежных книгах Каменского стана 1594–1597 годов, в приправочных книгах этого стана 1596–1598 годов, а также в писцовых книгах этого же стана 1628–1629 годов упоминается деревня Лужки (Лушки).
В марте 1882 года в Лужках возник большой пожар. Сгорела усадьба помещика Максимова и многие крестьянские дворы. Многие семьи остались без крова. Этим воспользовался помещик. Погорельцам он предложил свои земли по обеим сторонам Астраханского тракта Рязань — Ряжск в обмен на их усадьбы, расположенные близ его имения в Лужках. Так возникло два названия и два поселения: Старые Лужки, откуда выселились крестьяне, и Новые Лужки, куда они переселились.
Старые Лужки существовали ещё до 1926 года, когда случившийся разлив реки Прони, какого ещё не было в этих местах, затопил деревню. Общее собрание крестьян постановило переселиться на «большак» в соседство с д. Новые Лужки. В это время в Старых Лужках оставалось 42 двора. Переселение затянулось на многие годы и было закончено только в 1939 году.

## Транспорт
Деревню пересекает автотрасса регионального значения Р-126 «Рязань-Ряжск».
Связь с райцентром осуществляется междугородним маршрутом «Кораблино-Рязань» (№525).